# I liga paragwajska w piłce nożnej (1944)
Mistrzem Paragwaju został klub Cerro Porteño, natomiast wicemistrzem Paragwaju - Club Libertad.
Mistrzostwa rozegrano systemem każdy z każdym mecz i rewanż. Najlepszy w tabeli klub został mistrzem Paragwaju.
Z ligi nikt nie spadł i nikt nie awansował.

## Primera División

### Tabela końcowa sezonu 1944
| Poz | Klub                  | Punkty |
| --- | --------------------- | ------ |
| 1   | Cerro Porteño         | 26     |
| 2   | Club Libertad         | 24     |
| 3   | Club Guaraní          | 24*    |
| 4   | Club Nacional         | 22     |
| 5   | Club Olimpia          | 20     |
| 6   | Club Presidente Hayes | 18     |
| 7   | Club Sol de América   | 15     |
| 8   | Club River Plate      | 13     |
| 9   | Sportivo Luqueño      | 7      |
| 10  | Atlántida SC          | 7      |

- Klub Club Guaraní złożył po mistrzostwach protest, który uwzględniono i klub otrzymał dodatkowo 2 punkty (nie wiadomo tylko, kosztem jakiego zespołu)

Wobec równej liczby punktów drugiego i trzeciego zespołu w tabeli rozegrany został baraż o wicemistrzostwo Paragwaju.
- Club Libertad - Club Guaraní 5:2

Wicemistrzem Paragwaju został klub Club Libertad.

## Klasyfikacja strzelców w sezonie 1944
| Gole | Piłkarz        | Klub                  |
| ---- | -------------- | --------------------- |
| 18   | Porfirio Rolón | Club Libertad         |
| 18   | Sixto Noceda   | Club Presidente Hayes |